# Zhang Yi
Zhang Yi (30 de janeiro de 1987) é uma triatleta profissional chinesa.

## Carreira
Zhang Yi competidora do ITU World Triathlon Series, disputou os Jogos de Pequim 2008, em 42º Londres 2012, ficando em 50º.